# Changhsingium
| ❮ | System  | Serie       | Stufe         | ≈ Alter (mya) |
| - | ------- | ----------- | ------------- | ------------- |
| ❮ | später  | später      | später        | jünger        |
| ❮ | P e r m | Lopingium   | Changhsingium | 251,9 ⬍ 254,2 |
| ❮ | P e r m | Lopingium   | Wuchiapingium | 254,2 ⬍ 259,9 |
| ❮ | P e r m | Guadalupium | Capitanium    | 259,9 ⬍ 265,1 |
| ❮ | P e r m | Guadalupium | Wordium       | 265,1 ⬍ 268,8 |
| ❮ | P e r m | Guadalupium | Roadium       | 268,8 ⬍ 272,3 |
| ❮ | P e r m | Cisuralium  | Kungurium     | 272,3 ⬍ 279,3 |
| ❮ | P e r m | Cisuralium  | Artinskium    | 279,3 ⬍ 290,1 |
| ❮ | P e r m | Cisuralium  | Sakmarium     | 290,1 ⬍ 295,5 |
| ❮ | P e r m | Cisuralium  | Asselium      | 295,5 ⬍ 298,9 |
| ❮ | früher  | früher      | früher        | älter         |

Das Changhsingium (weniger gebräuchlich auch Changxingium) ist in der Erdgeschichte die oberste chronostratigraphische Stufe des Oberperm oder Lopingium. Die Stufe beginnt geochronologisch vor etwa 254,2 Millionen Jahren und endet vor etwa 251,9 Millionen Jahren. Das Changhsingium folgt auf das Wuchiapingium und wird vom Indusium, der untersten Stufe der Trias abgelöst.

## Namensgebung und Geschichte
Das Changhsingium ist nach Changxing (W.-G. Ch’ang-hsing), Provinz Zhejiang, China benannt, in dessen Nähe der GSSP festgelegt wurde bzw. nach dem von Grabau (1923) nach der Stadt benannten Changxing Limestone. Von Furnish und Glenister (1970) wurde angeregt, diesen Namen für eine chronostratigraphische Einheit zu übernehmen. Zhao et al. (1981) schlugen dann auch formal das Changhsingium als chronostratigraphische Stufe vor. 2005 ratifizierte die IUGS das Changhsingium als globale chronostratigraphische Stufe.

## Definition und GSSP
Die Basis des Changhsiangiums ist definiert durch das Erstauftreten der Conodonten-Art Clarkina wangi. Das Ende der Stufe wird mit dem Erstauftreten der Conodonten-Art Hindeodus parvus markiert. Der GSSP (global gültige Typlokalität und Typprofil) ist das Meishan Profil D in der Nähe von Changxing (W.-G. Ch’ang-hsing), Provinz Zhejiang, China.

## Untergliederung
Das Changhsingium umfasst lediglich eine Ammoniten-Zone, die Iranites-Zone.

## Formationen
Während des Changhsingiums wurde im Südalpin die Bellerophon-Formation abgelagert. Kurz vor der Perm-Trias-Grenze ging im nördlichen Zentraleuropa die Zechstein-Sedimentation zu Ende.

## Fossilien

### Fische
Bei den Knorpelfischen (Chondrichthyes) waren die seit dem Mississippium bestehende Ordnung Petalodontiformes und die ebenfalls seit dem Mississippium zugegene Unterordnung Menaspoidei ausgestorben. Weiterhin fortbestanden die Ordnungen Ctenacanthiformes (ab Devon), Eugeneodontida (ab Mississippium) und Xenacanthiformes (ab Devon). Bei den Knochenfischen (Osteichthyes) erlag die ab dem unteren Perm existierende Ordnung Dorypteriformes. Weiter bestanden die Unterordnungen Palaeonisciformes (ab oberstem Silurium) und Platysomoidei (ab Mississippium). Neu entwickelte sich die Ordnung Semionotiformes.
Beispiele unter den Knorpelfischen des Changhsingiums sind:
- Fadenia – Eugeneodontida – 314,6 bis 247,2 Millionen Jahre
- Hybodus – Hybodontiformes – 295 bis 66,043 Millionen Jahre
- Menaspis – Holocephali – 259 bis 254 Millionen Jahre
- Orthacanthus – Xenacanthiformes – 314,6 bis 66,043 Millionen Jahre
- Sarcoprion – Eugeneodontida – 259 bis 254 Millionen Jahre
- Wodnika – Ctenacanthiformes – 268 bis 15,97 Millionen Jahre

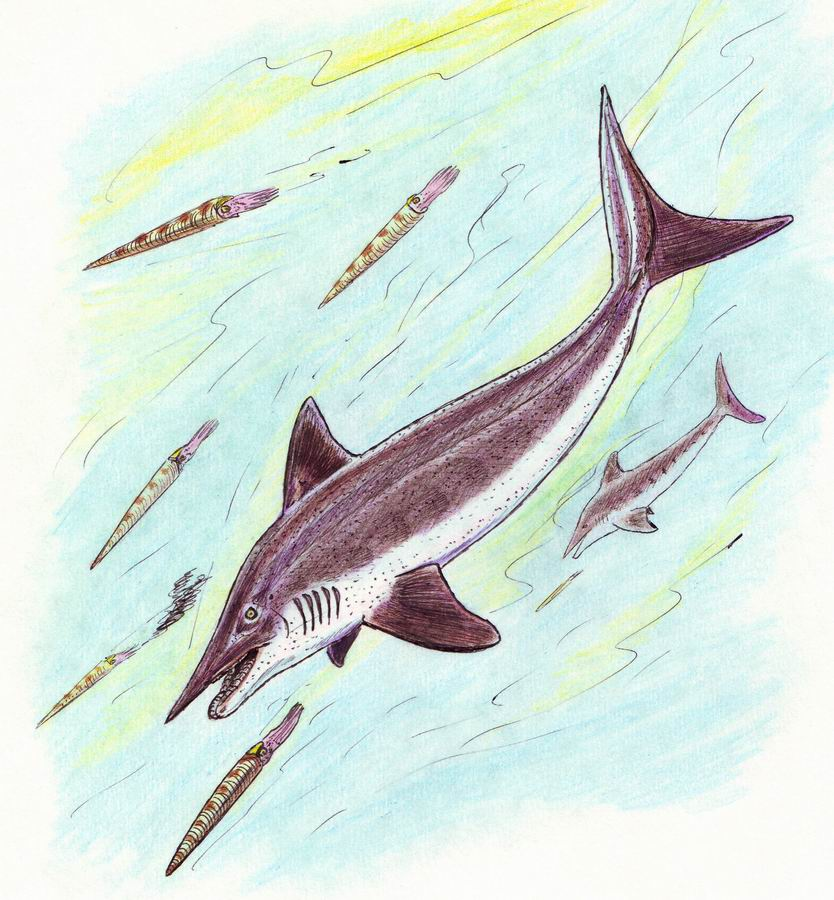
Fadenia
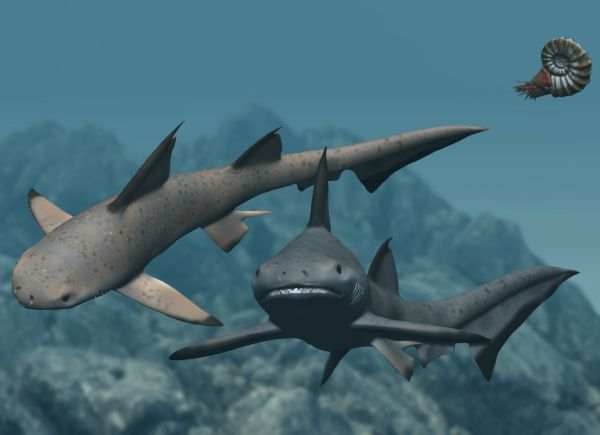
Hybodus fraasi
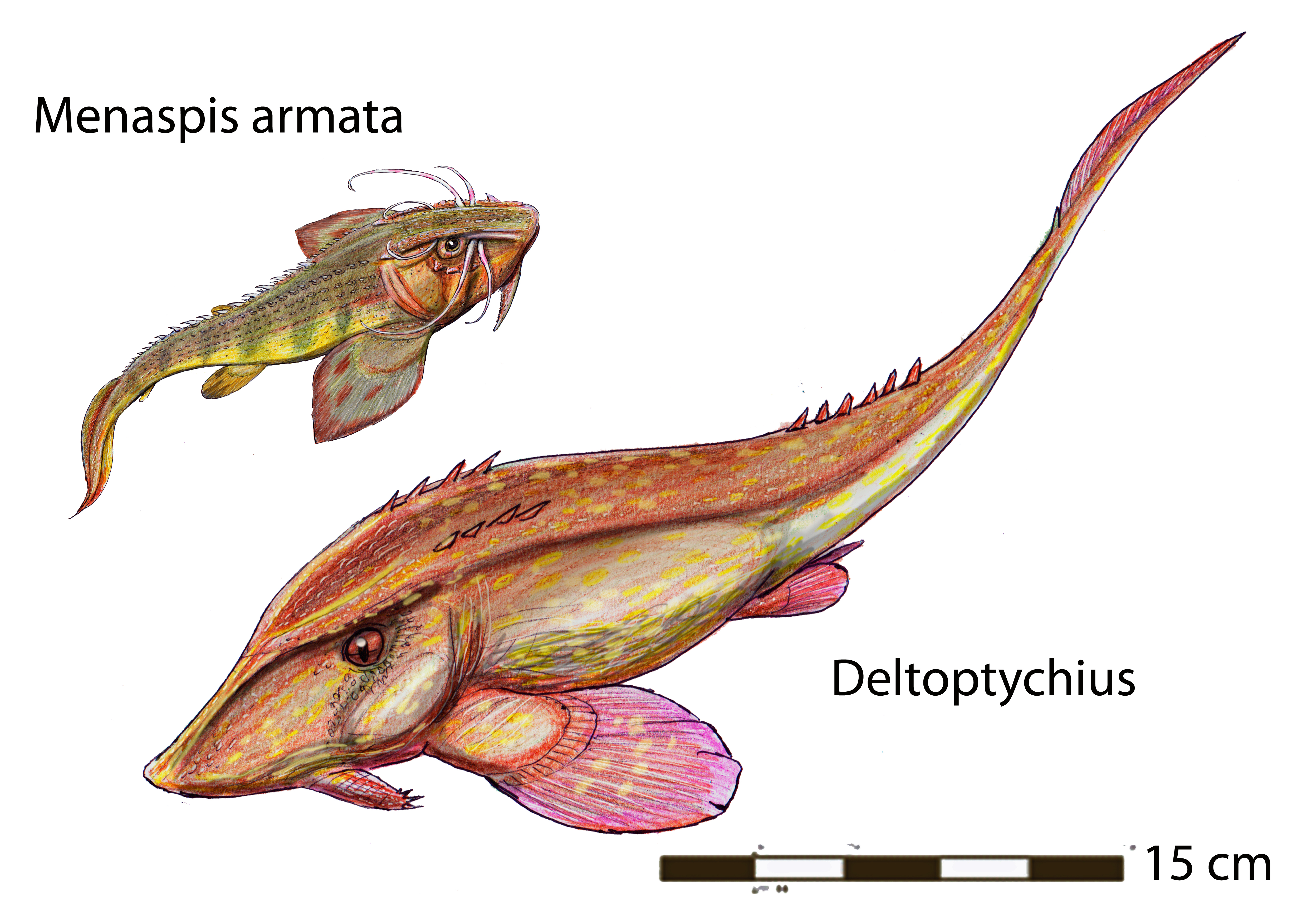
Menaspis armata und Deltoptychius
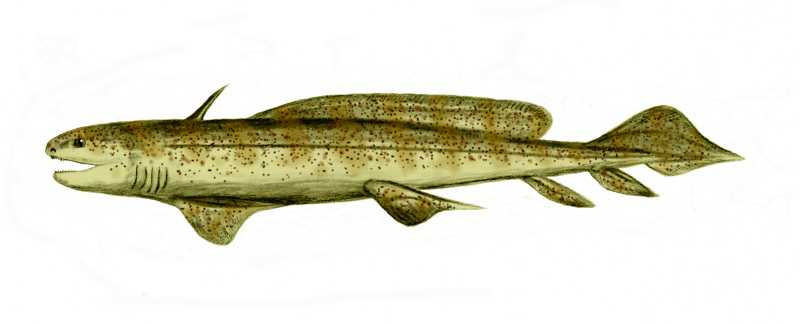
Orthacanthus senckenbergianus
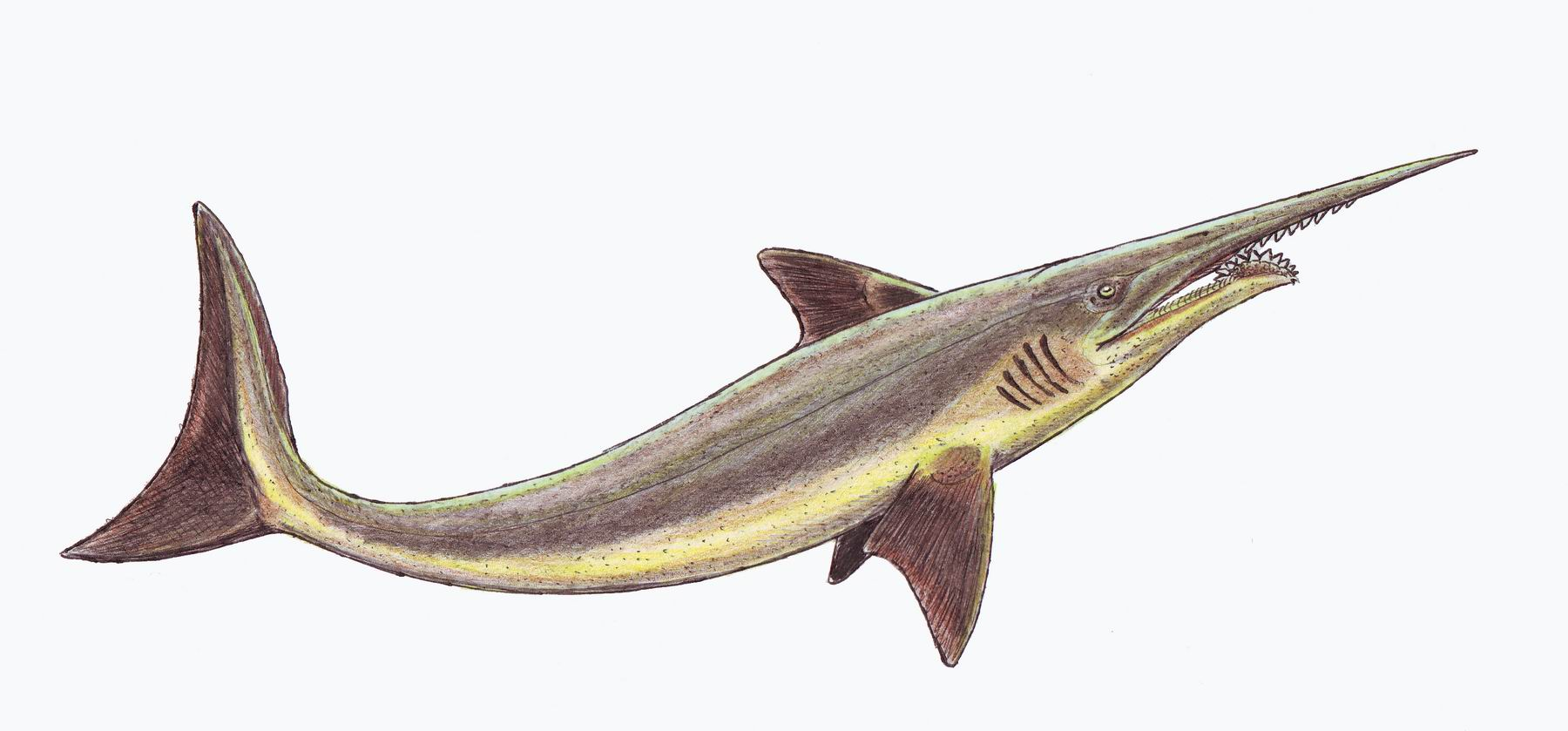
Sarcoprion edax
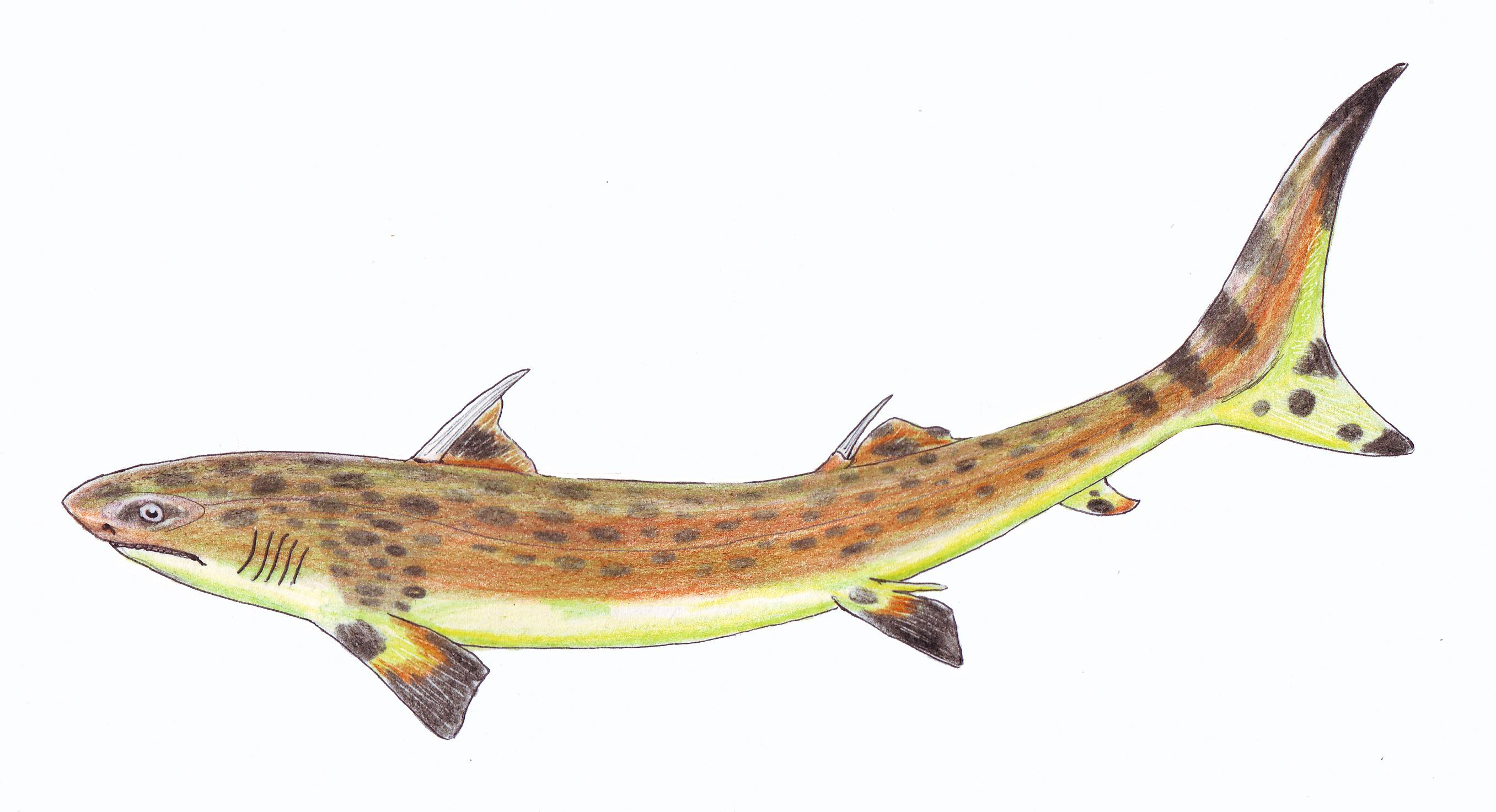
Wodnika striatula

Und unter den Knochenfischen:
- Elonichthys- Palaeonisciformes – 345 bis 254 Millionen Jahre
- Palaeoniscum – Palaeonisciformes – 259 bis 254 Millionen Jahre
- Platysomus – Palaeonisciformes – 345 bis 242 Millionen Jahre

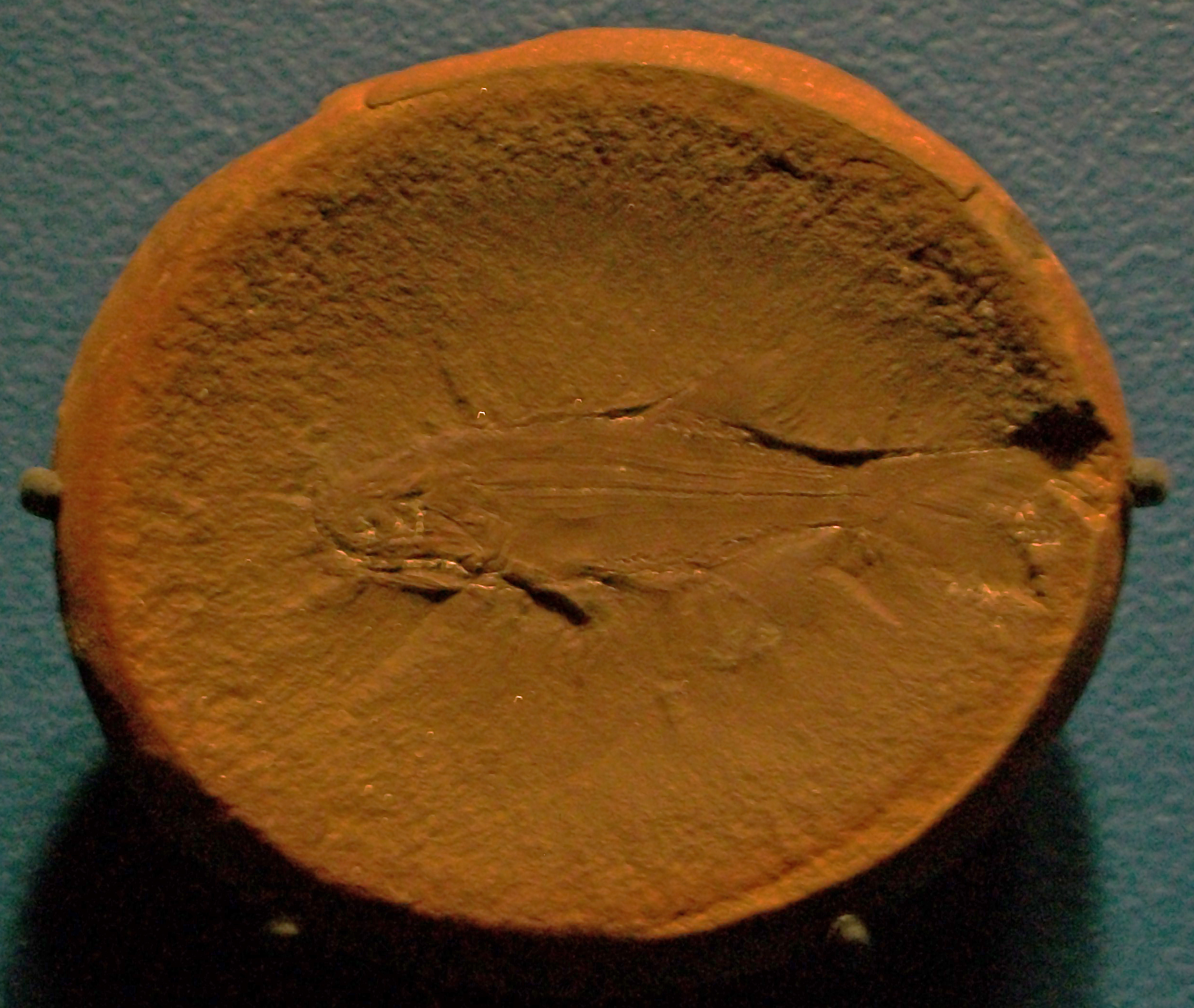
Elonichthys peltigerus
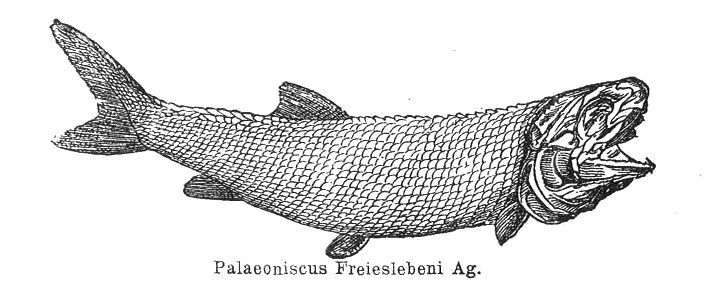
Palaeoniscum freieslebeni
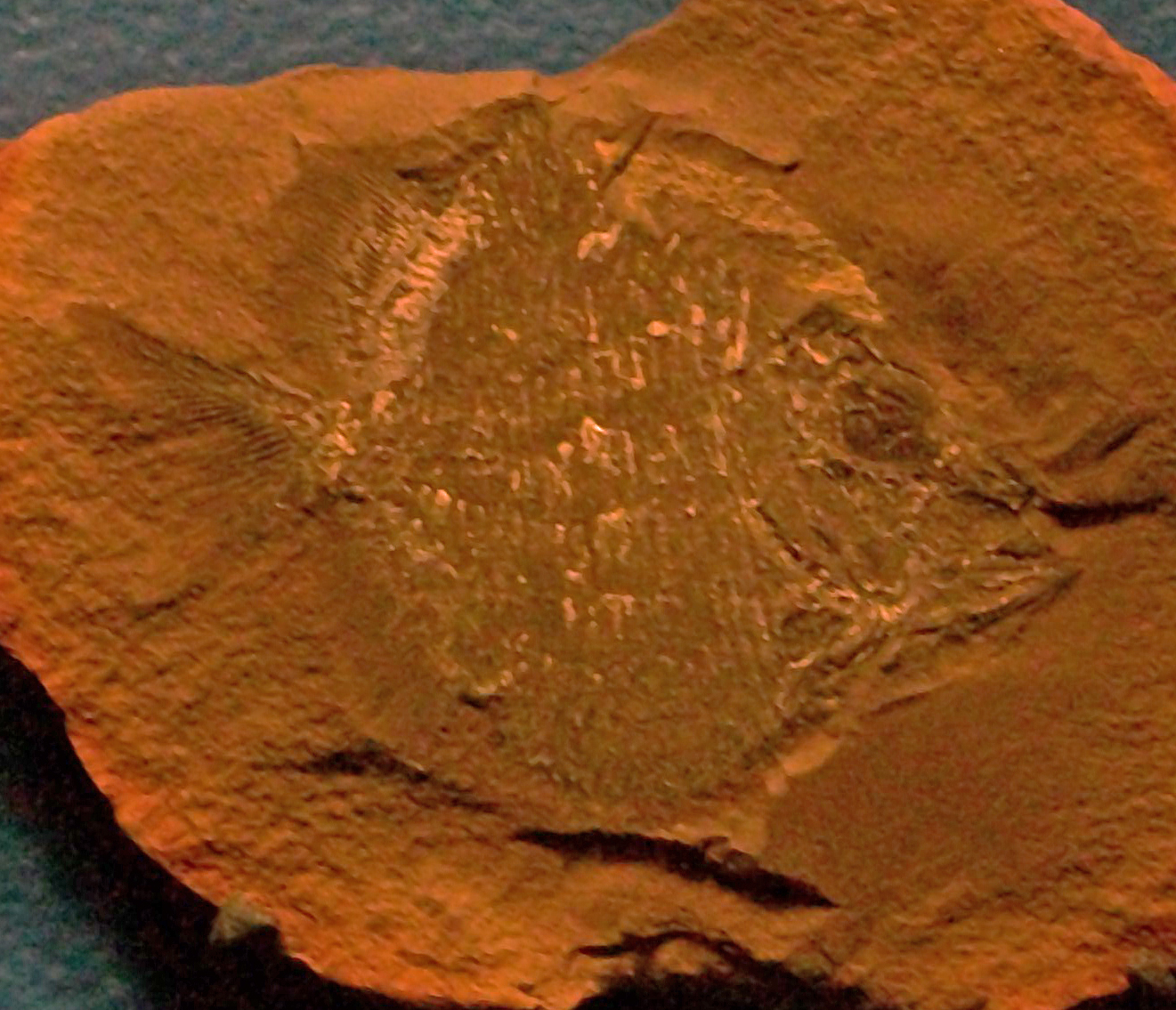
Platysomus circularis

### Landwirbeltiere
Unter den Amphibien waren die beiden Überfamilien Eryopoidea (ab Pennsylvanium) und Trimerorhachoidea (ab Mississippium) erloschen. Weiter fortbestanden die nur im oberen Perm vorkommenden Familien Chroniosuchidae, Kotlassiidae und Lanthanosuchidae. Eine Neuentwicklung waren die beiden Überfamilien Brachyopoidea und Rhinesuchoidea.
Einige Beispiele für die Amphibien des Changhsingiums:
- Bystrowiana – Chroniosuchia – 259 bis 252,3 Millionen Jahre
- Chroniosuchus – Chroniosuchia – 259 bis 252,3 Millionen Jahre
- Dvinosaurus – Dvinosauria, Temnospondyli – 286 bis 254 Millionen Jahre
- Karpinskiosaurus – Seymouriamorpha – 259 bis 252,3 Millionen Jahre
- Kotlassia – Seymouriamorpha – bis 252,2 Millionen Jahre
- Melosaurus – Temnospondyli – 268 bis 252,3 Millionen Jahre
- Peltobatrachus – Temnospondyli – 260,4 bis 251 Millionen Jahre
- Rhinesuchus – Temnospondyli – 259 bis 247,2 Millionen Jahre
- Uralerpeton – Chroniosuchia – 259 bis 252,3 Millionen Jahre
- Zygosaurus – Temnospondyli – 268 bis 252,3 Millionen Jahre

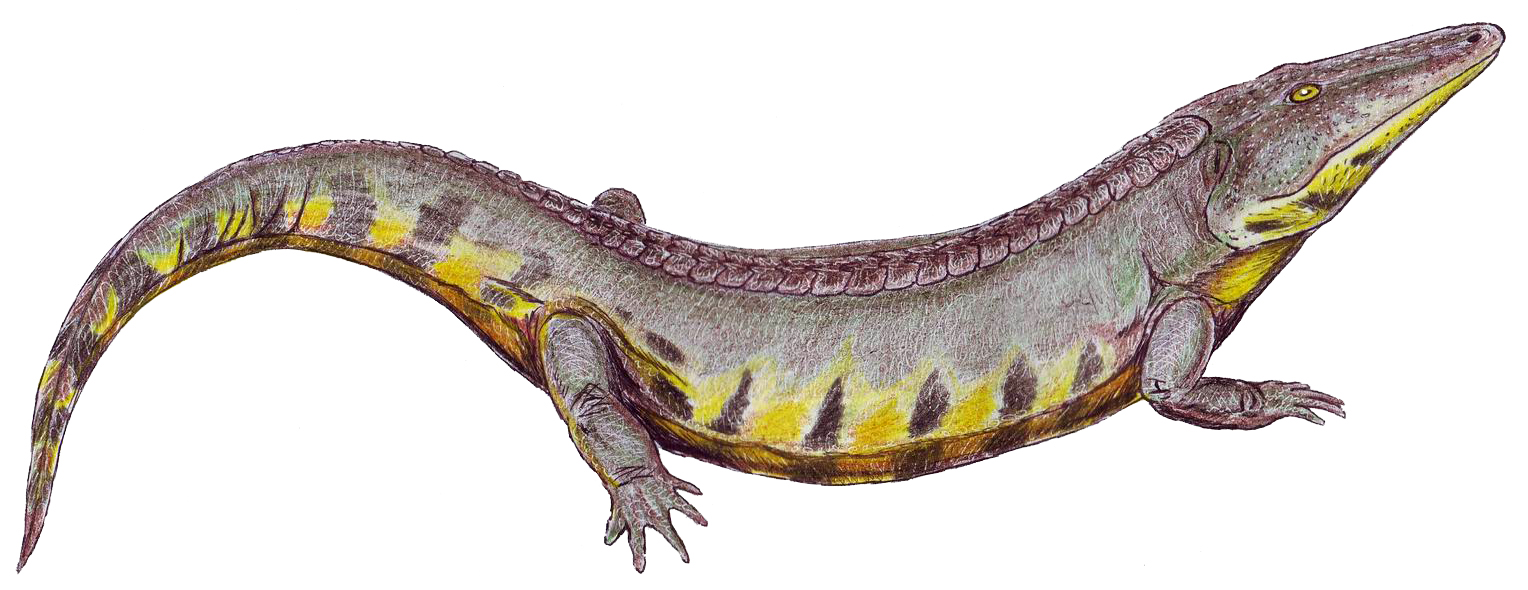
Bystrowiana permica
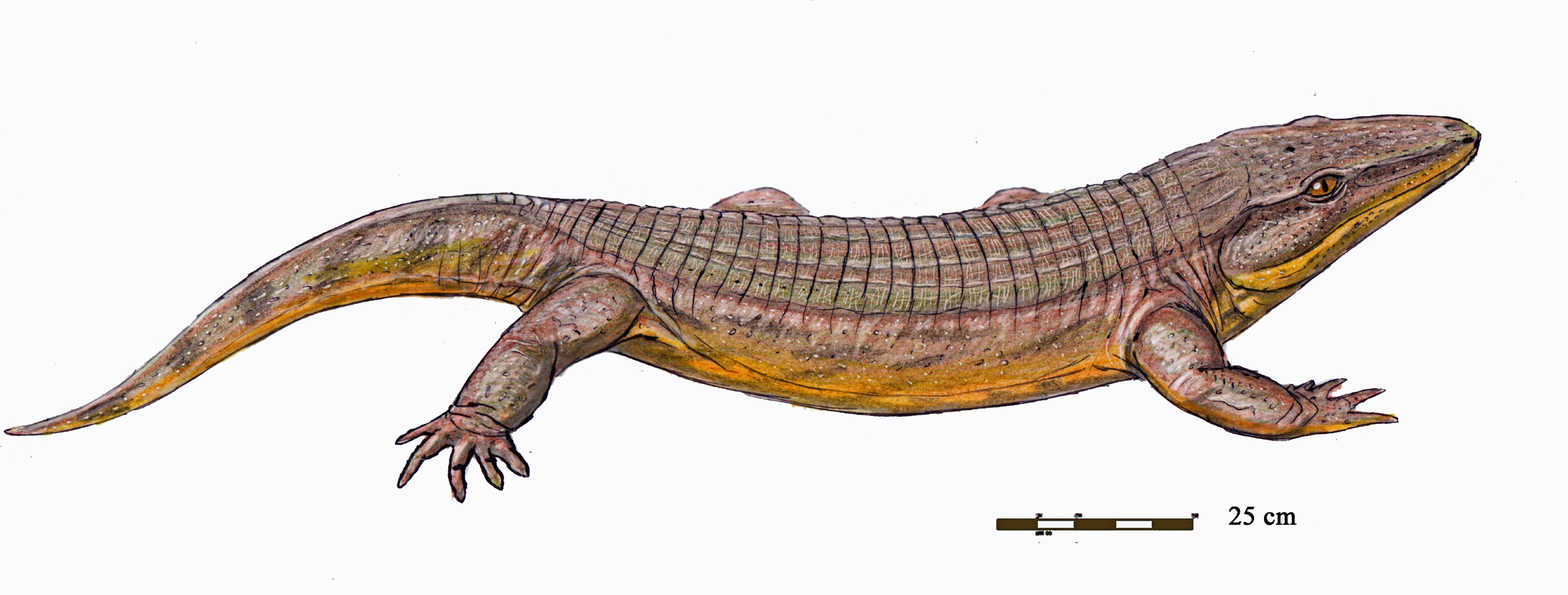
Chroniosuchus paradoxus
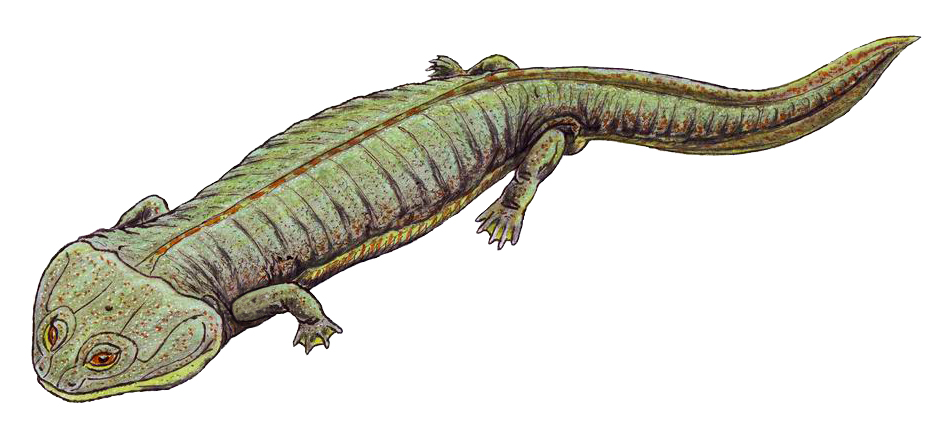
Dvinosaurus parvus
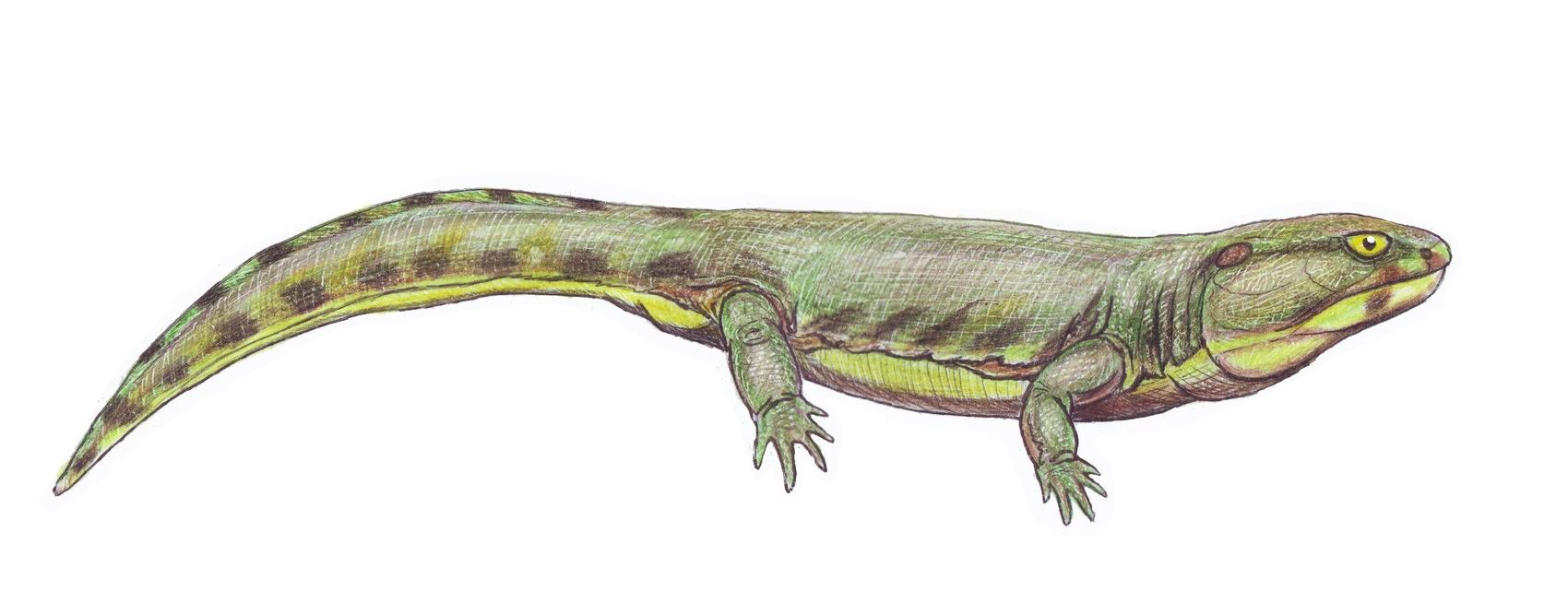
Karpinskiosaurus secundus
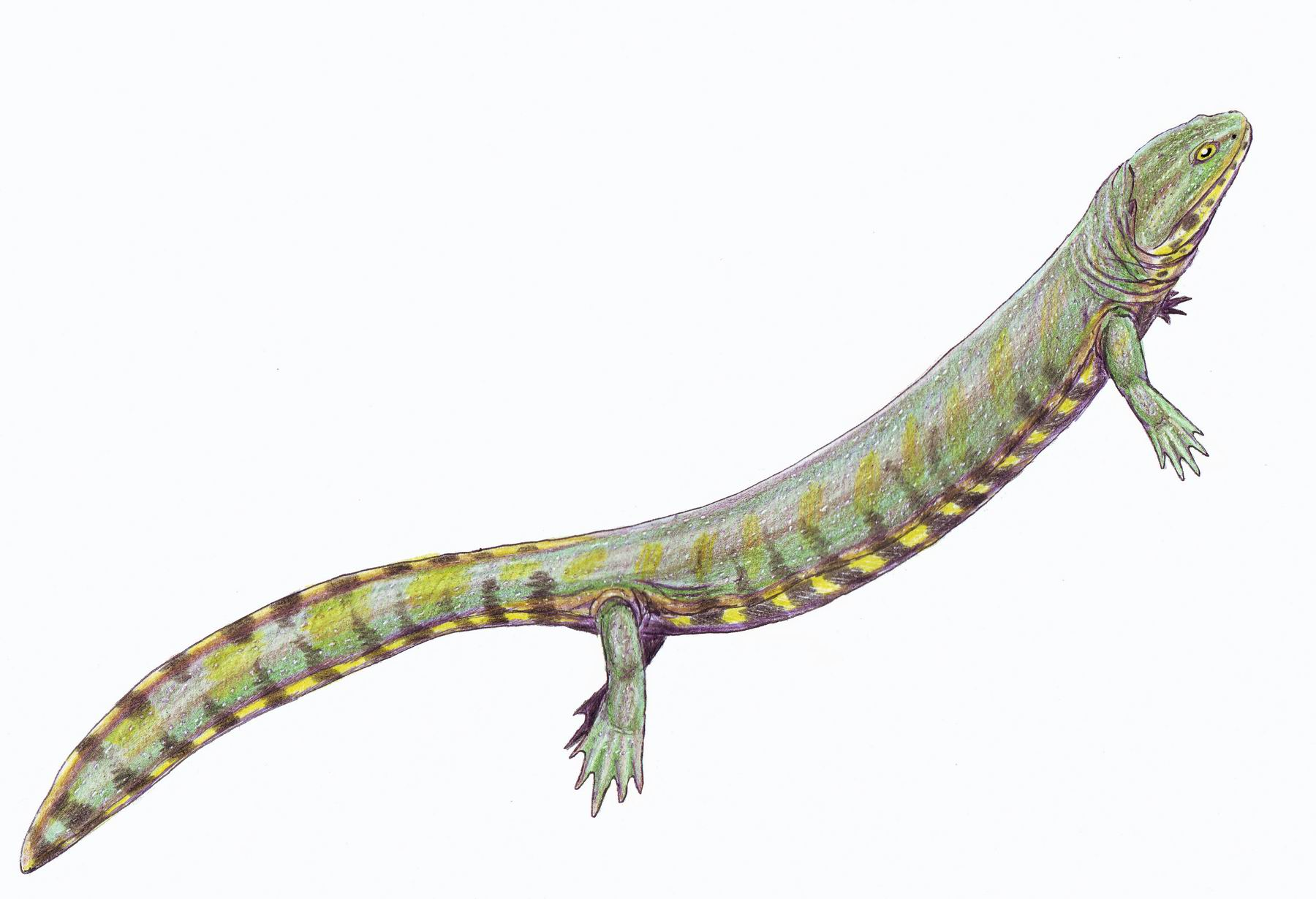
Kotlassia prima
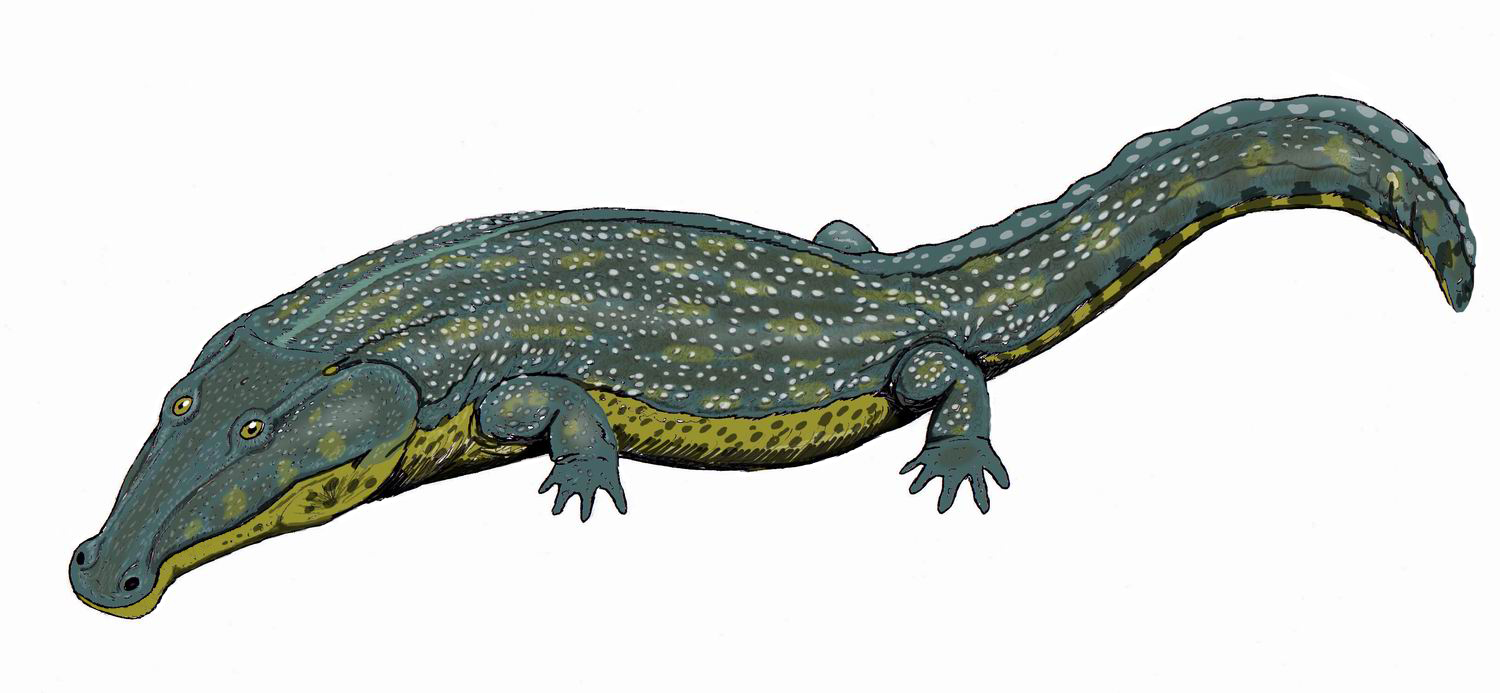
Melosaurus platyrhinus
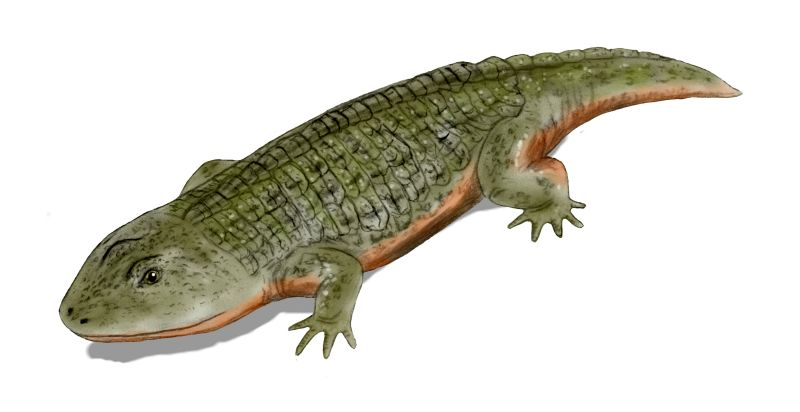
Peltobatrachus pustulatus
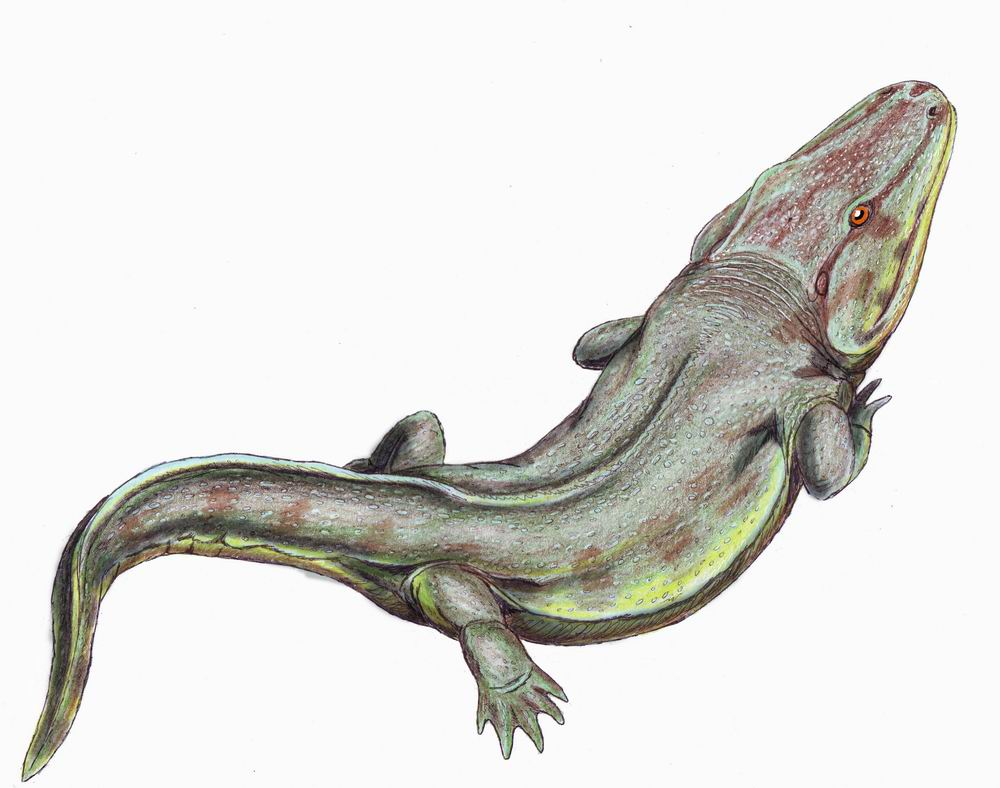
Rhinesuchus
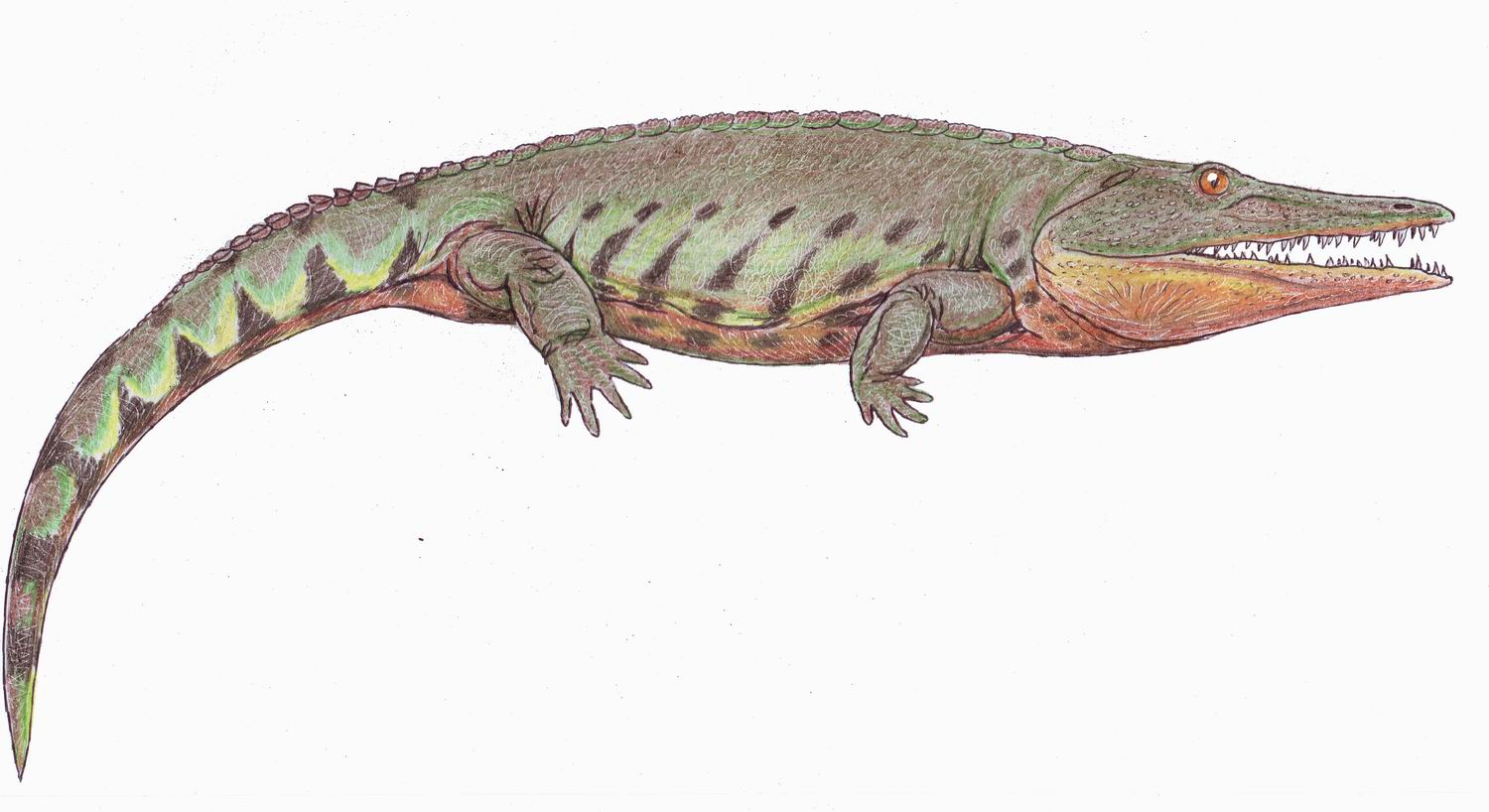
Uralerpeton tverdokhlebovae
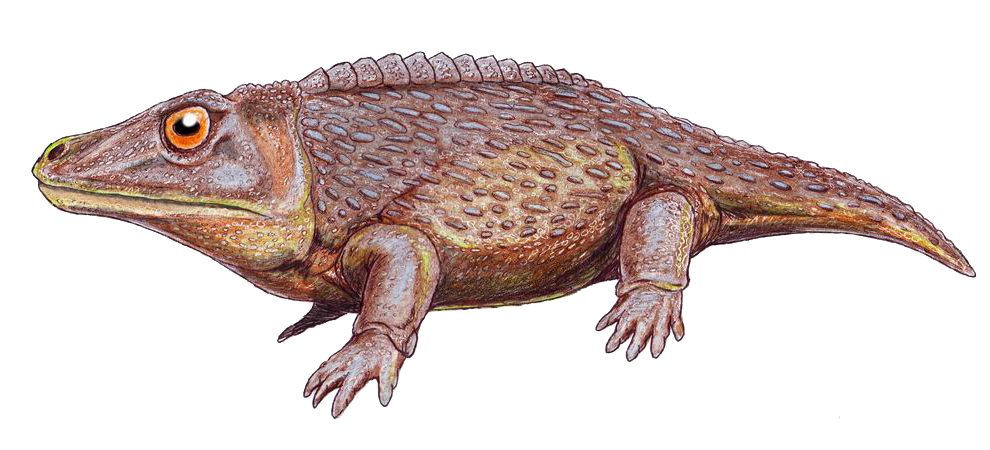
Zygosaurus

Bei den Reptilien waren die Ordnungen Captorhinida (ab unterem Perm) und Mesosauria (ab mittlerem Perm) ausgestorben. Unter der Ordnung Pelycosauria verschwanden die Familien Caseidae (ab mittlerem Perm) und Varanopseidae (ebenfalls ab mittlerem Perm). Fortbestanden die Familien Coelurosauravidae (ab oberem Perm) und Paliguanidae (ebenfalls ab oberem Perm), die Ordnung Eosuchia (ab oberem Perm), die Unterordnungen Dicynodontia (ab oberem Perm), Proterosuchia (ab oberem Perm) und Therocephalia (ab oberem Perm) sowie die Überfamilie Procolophonoidea (ab oberem Perm). Neu entstand die Unterordnung Cynodontia, aus der später die Säugetiere hervorgehen sollten. Am Ende des Changhsingiums verschwanden die Unterordnungen Dinocephalia (ab oberem Perm), Eotitanosuchia (ab mittlerem Perm), Gorgonopsia (ab oberem Perm), Millerosauroidea (ab oberem Perm) und Pareiasauroidea (ebenfalls ab oberem Perm).
Das Changhsingium umfasst folgende Reptilien:
- Acerosodontosaurus – Eosuchia – 259 bis 252,3 Millionen Jahre
- Anthodon – Pareiasauria – 254 bis 252 Millionen Jahre
- Daptocephalus – Dicynodontia – 254 bis 252,3 Millionen Jahre
- Diictodon – Dicynodontia – 259 bis 252,3 Millionen Jahre
- Elginia – Pareiasauridae – 254 bis 252 Millionen Jahre
- Ennatosaurus – Caseidae – 265 bis 254 Millionen Jahre
- Hovasaurus – Tangasauridae – 253,8 bis 249,7 Millionen Jahre
- Milleretta – Millerosauria – 254 bis 252,3 Millionen Jahre
- Millerosaurus – Millerosauria – 259 bis 252,3 Millionen Jahre
- Nanoparia – Pareiasauridae – 259 bis 254 Millionen Jahre
- Nyctiphruretus – Procolophonoidea – 268 bis 252,3 Millionen Jahre
- Owenetta – Procolophonoidea, Owenettidae – 254 bis 251,3 Millionen Jahre
- Rubidgea – Gorgonopsidae – 259 bis 254 Millionen Jahre
- Scutosaurus – Pareiasauria – 259 bis 252,3 Millionen Jahre
- Thadeosaurus – Neodiapsida – 253,8 bis 249,7 Millionen Jahre
- Theriognathus – Whaitsiidae – 259 bis 252,3 Millionen Jahre

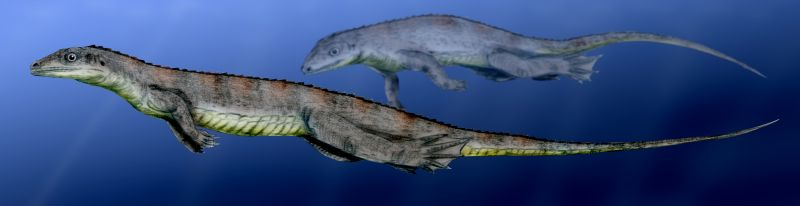
Acerosodontosaurus piveteaui
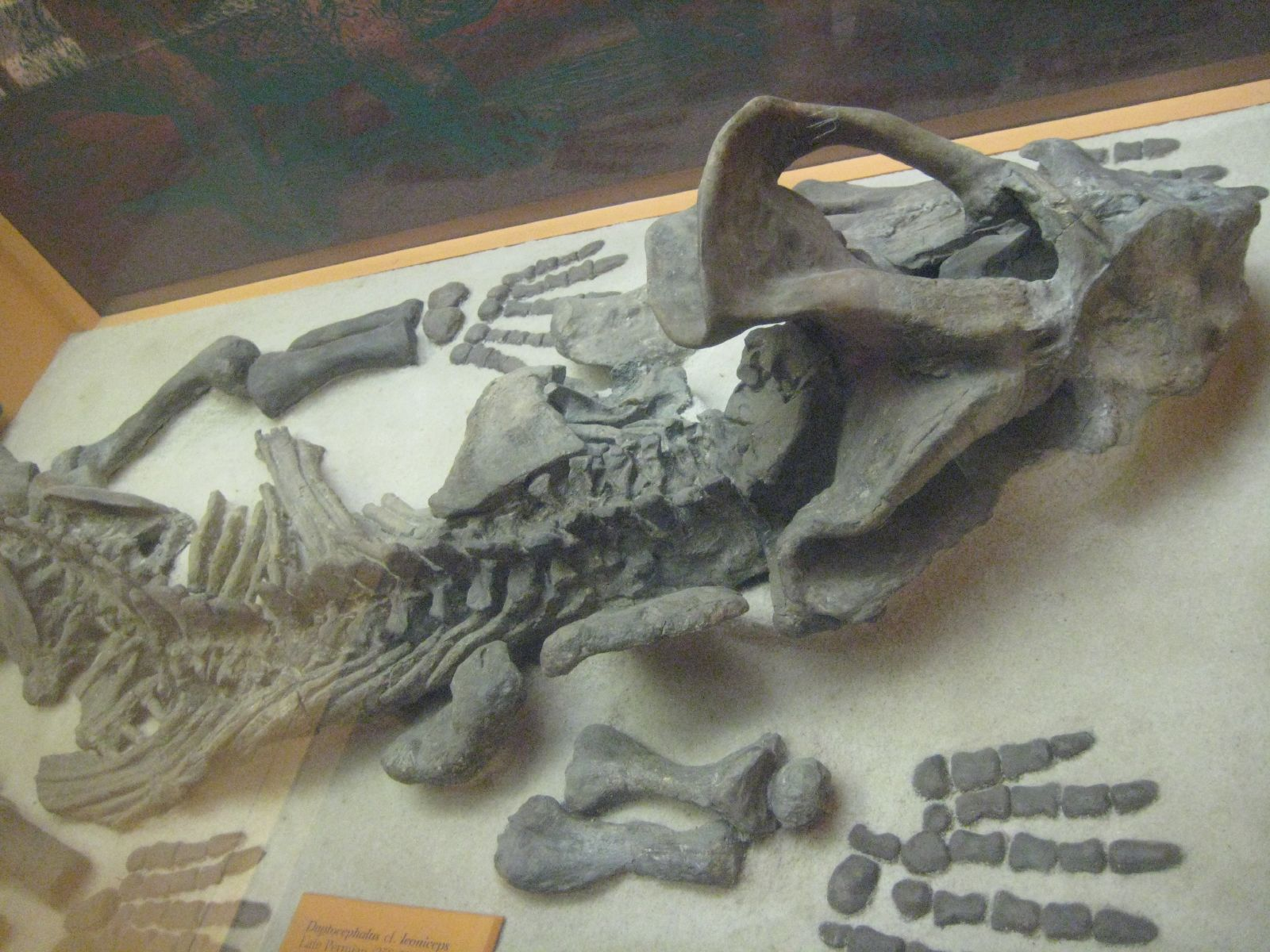
Daptocephalus leoniceps
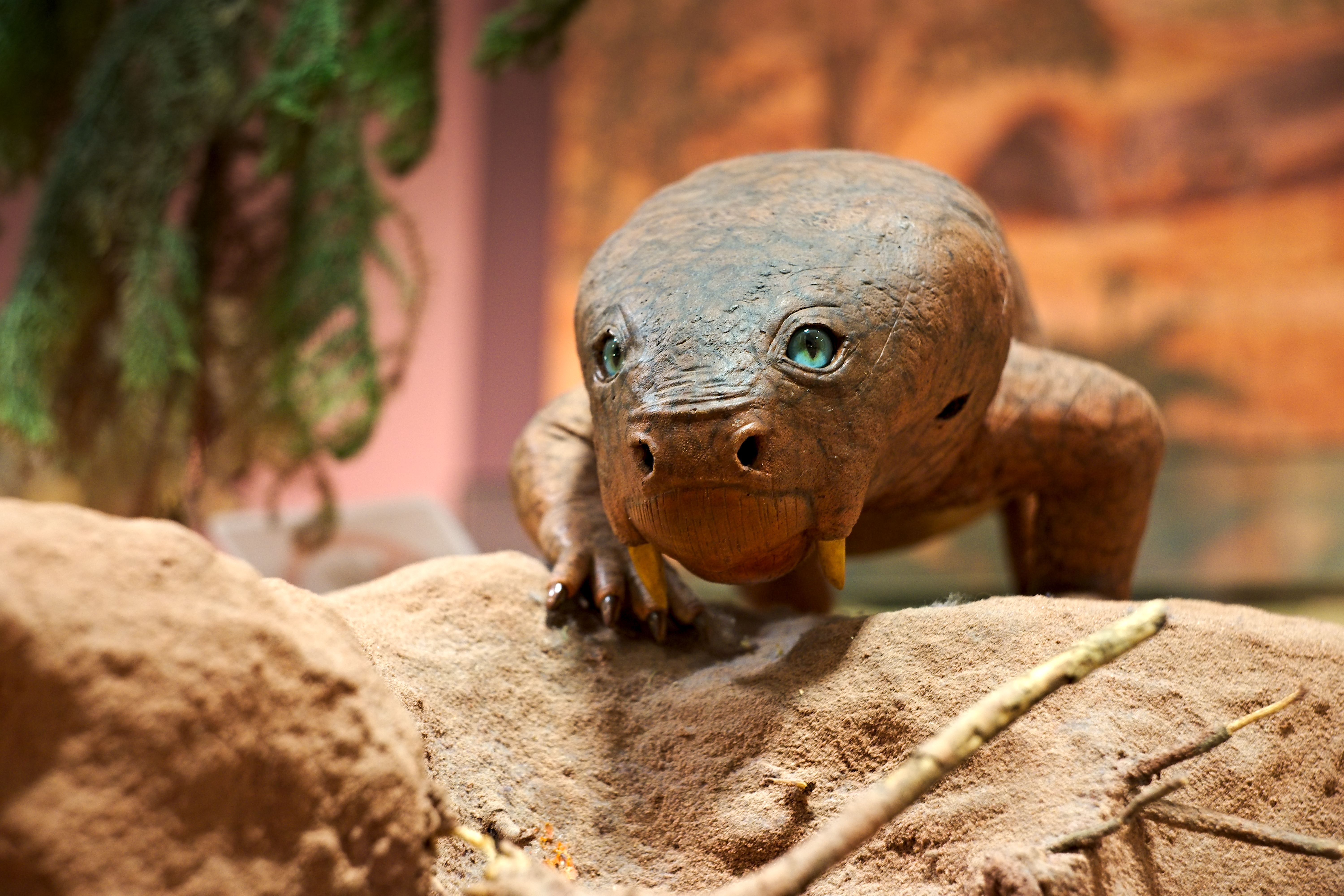
Diictodon
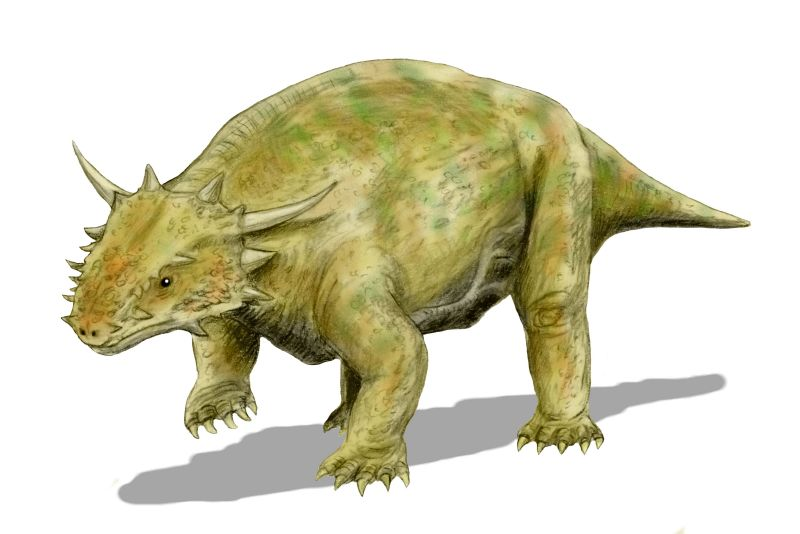
Elginia mirabilis
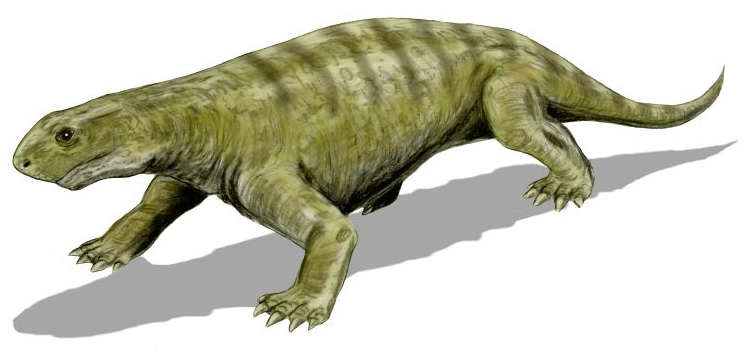
Ennatosaurus tecton
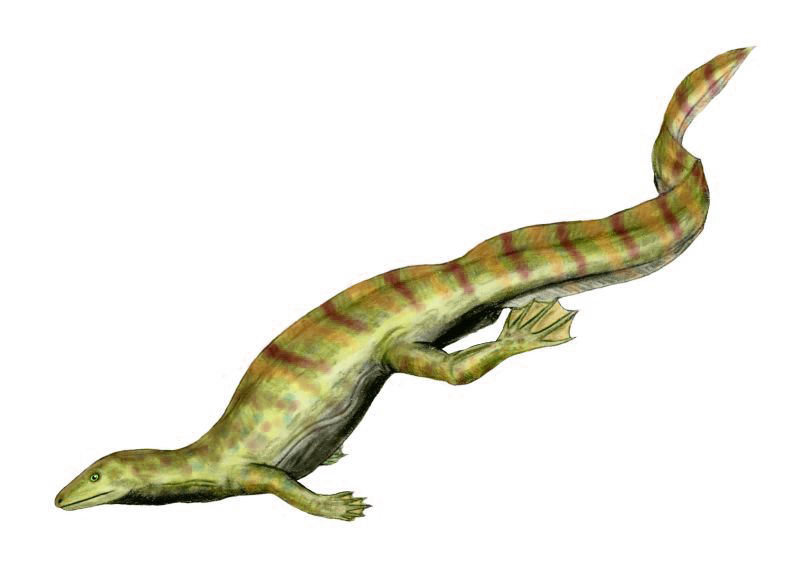
Hovasaurus boulei
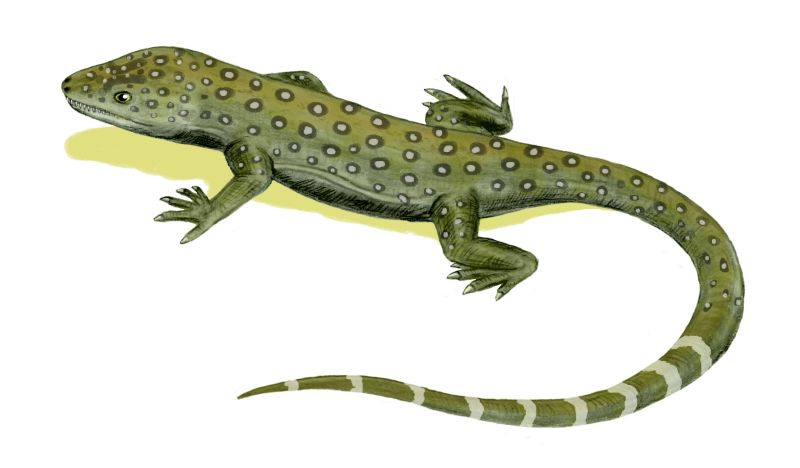
Milleretta rubidgei
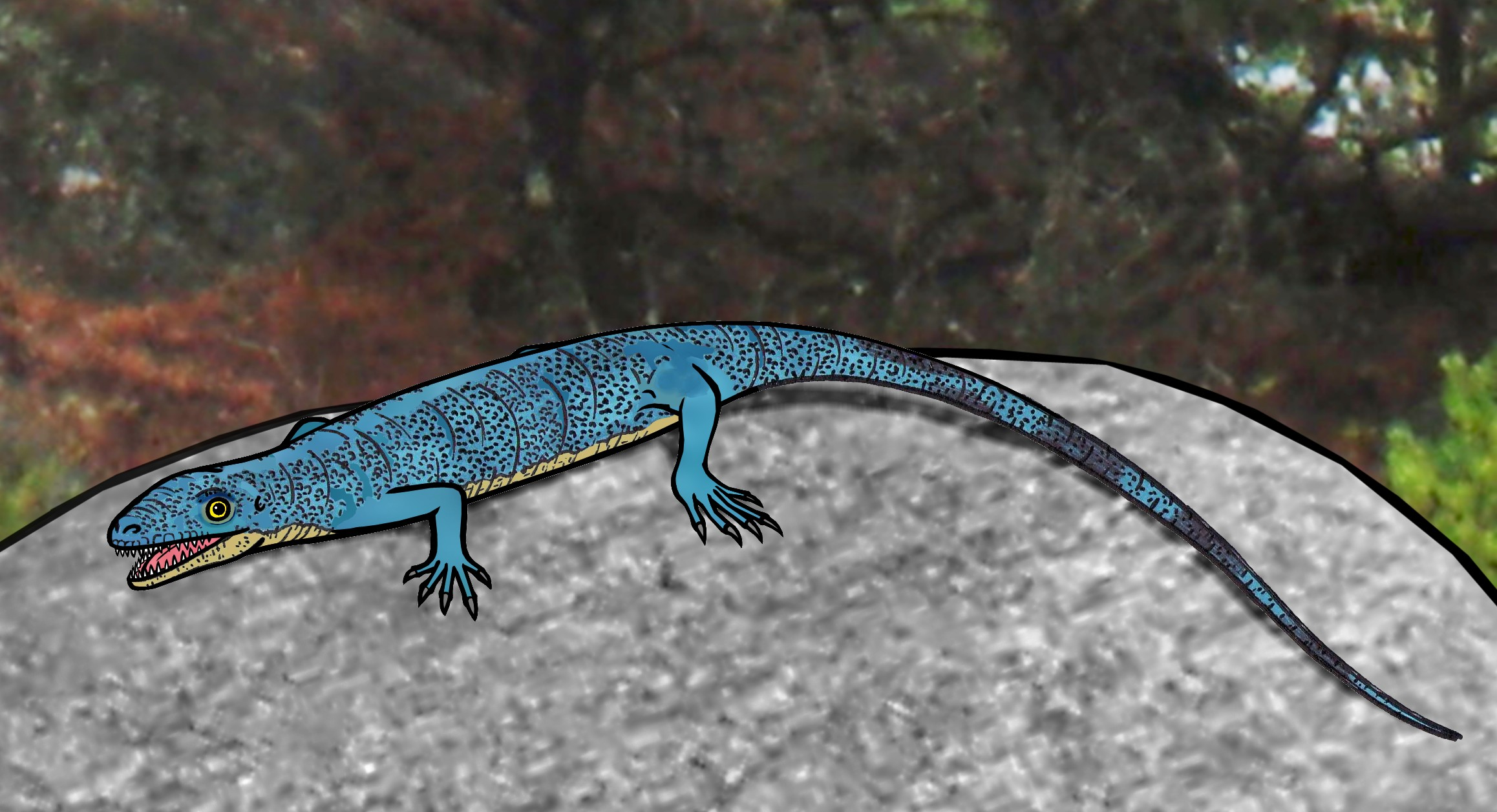
Millerosaurus pricei
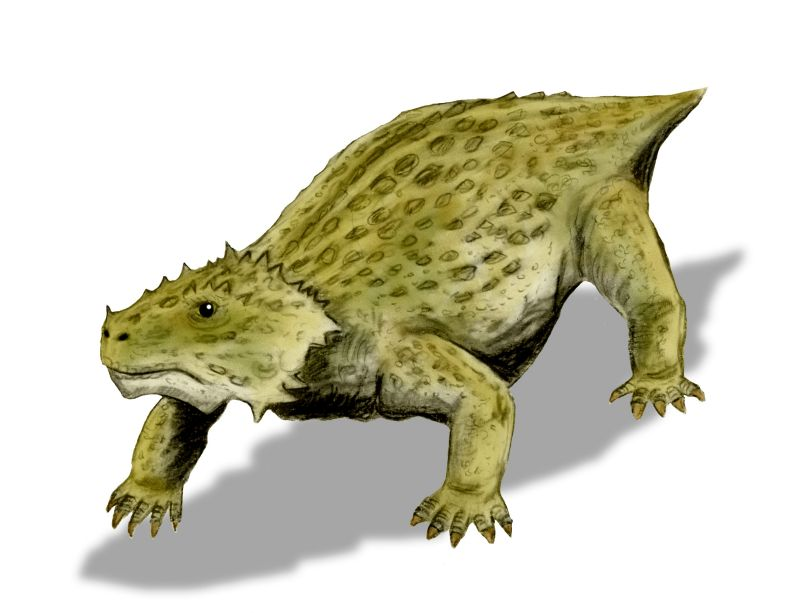
Nanoparia luckhoffi
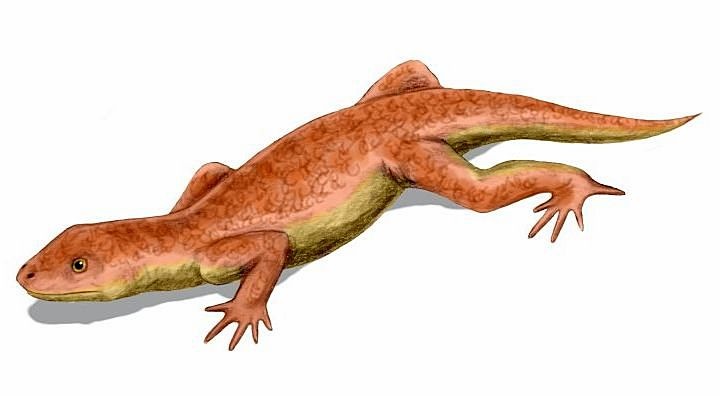
Nyctiphruretus acudens
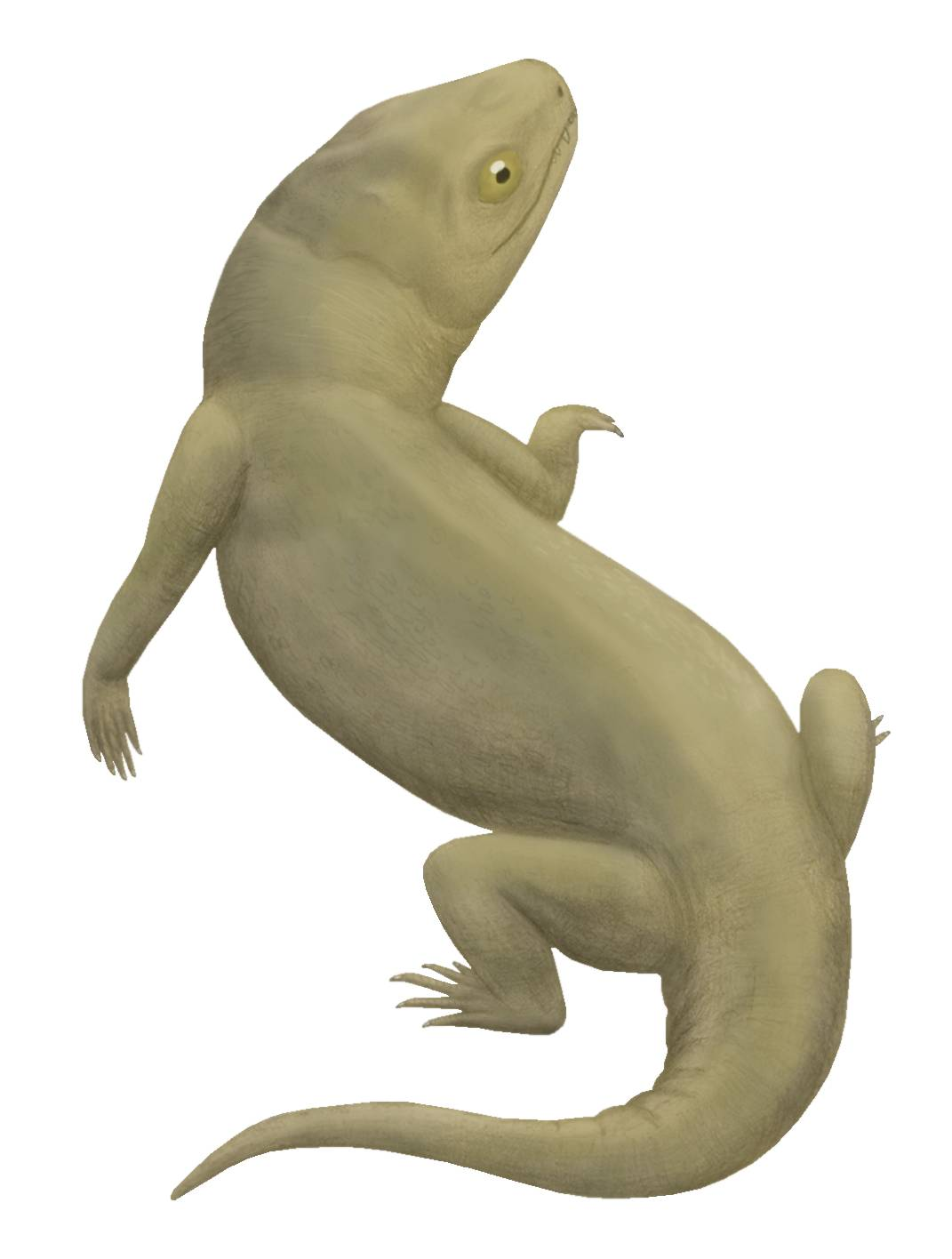
Owenetta kitchingorum
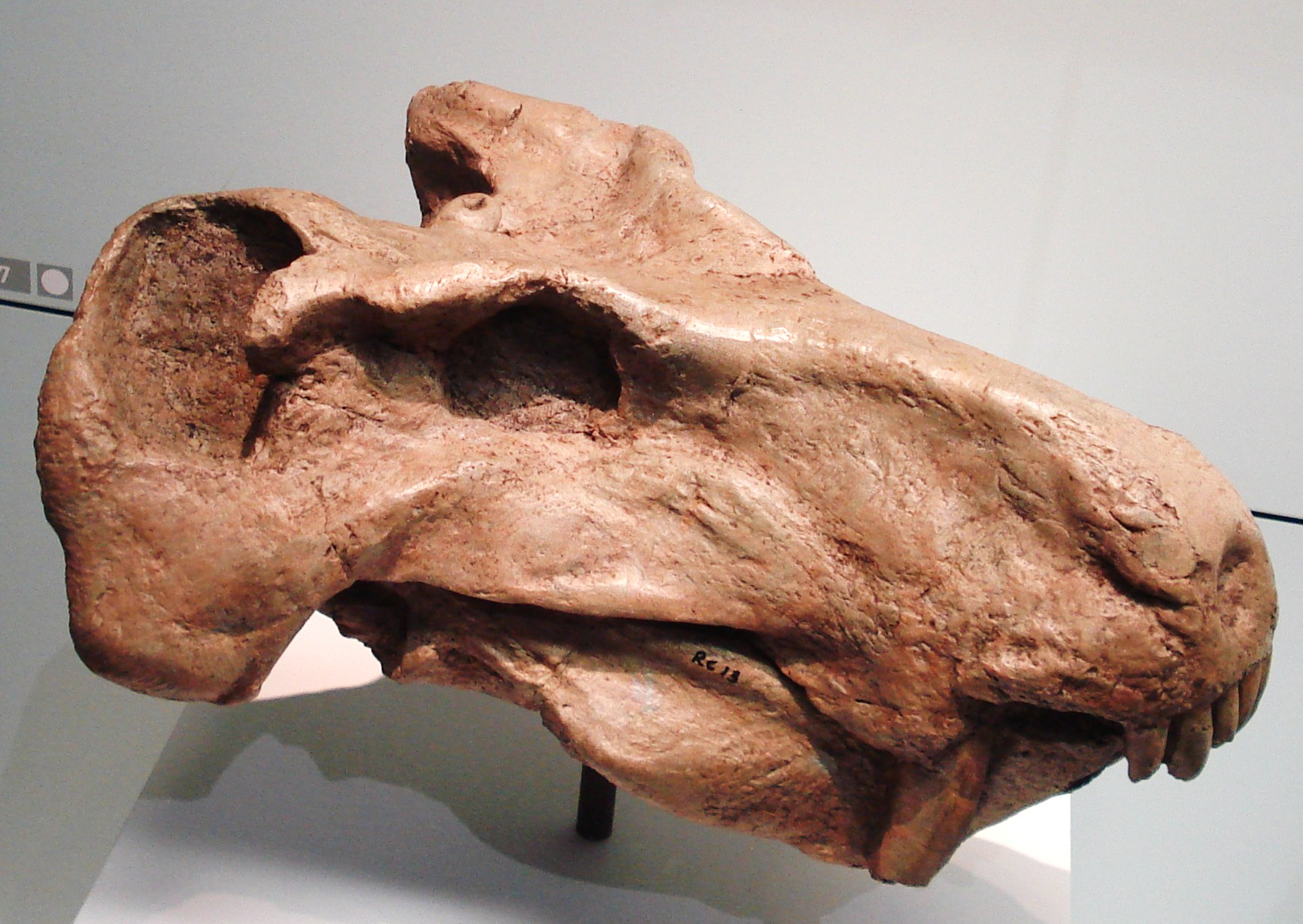
Rubidgea atrox
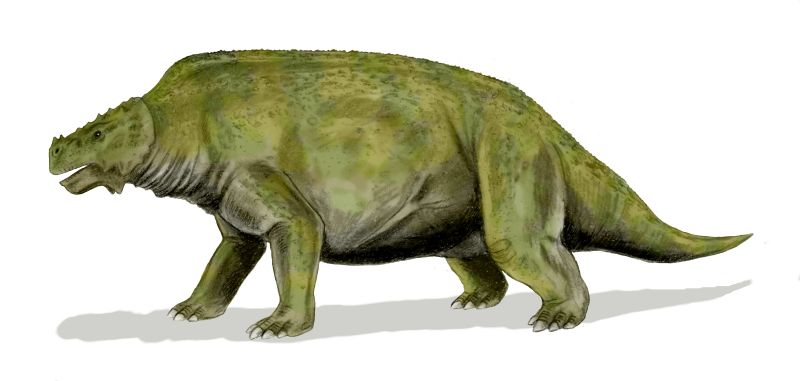
Scutosaurus karpinskii
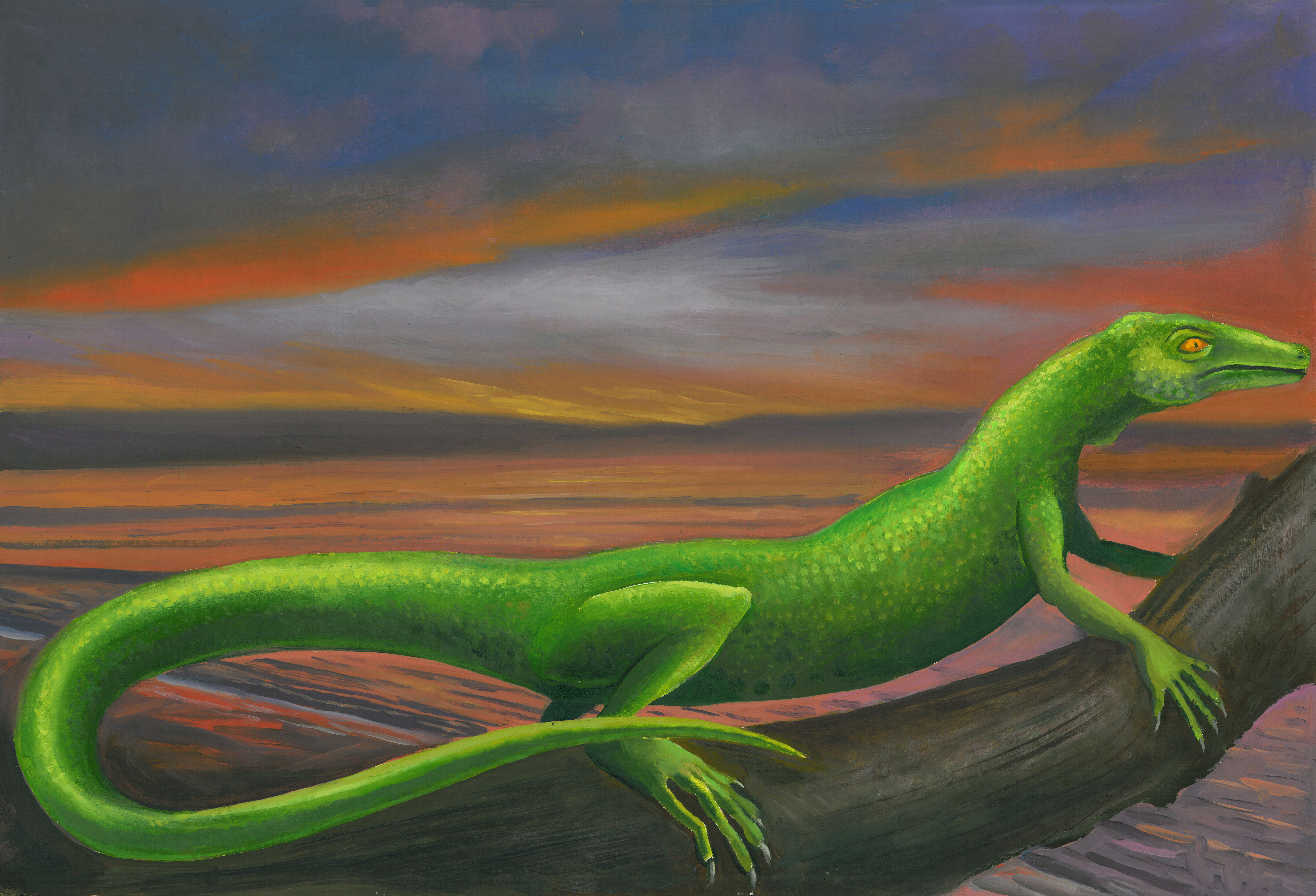
Thadeosaurus colcanapi
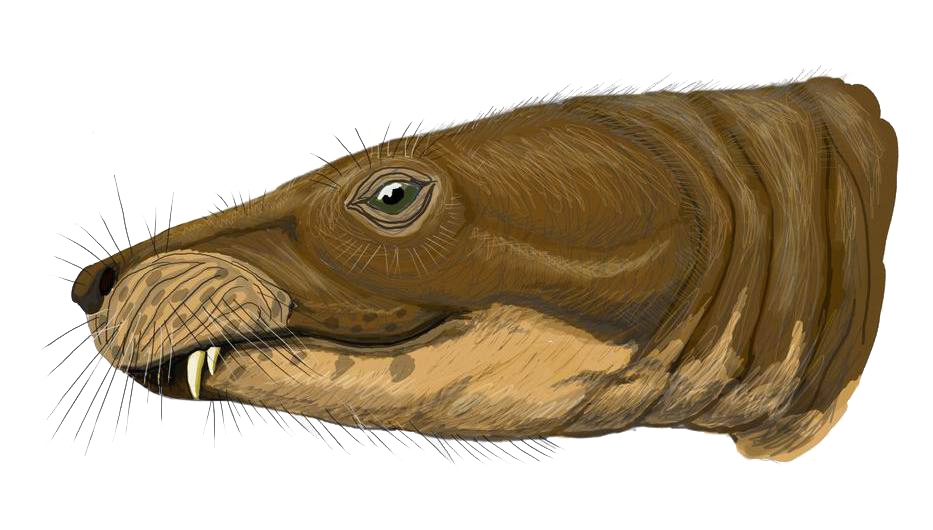
Theriognathus